# Vítkov
Vítkov (in tedesco: Wigstadtl, in polacco: Witków) è una città della Repubblica Ceca orientale, nel Distretto di Opava, nella Regione di Moravia-Slesia.

## Amministrazione

### Gemellaggi
- Kalety